# Oxo (cráter)
Oxo es un pequeño cráter de impacto en el planeta enano Ceres. Ubicado en su hemisferio norte, es el segundo cráter más brillante de Ceres, después del cráter Haulani. El cráter recibió su nombre en honor al dios candomblé (y yoruba) de la agricultura.

## Formación
Oxo es un cráter muy joven, formado hace solo 190+100
−70 ka (miles de años), y está ubicado íntegramente dentro del cráter Duginavi, más antiguo y muy degradado. A pesar de su tamaño relativamente pequeño, el impacto que creó Oxo penetró más profundamente en Ceres que muchos cráteres más grandes, alcanzando una profundidad de 4,802 metros, y excavó cantidades significativas de material brillante que se distribuyó de forma desigual a lo largo del manto de eyección del cráter.

## Características físicas
Debido a su corta edad, Oxo presenta un borde de cráter muy afilado y un manto de eyección bien definido. También alberga numerosas rocas de gran tamaño; las rocas producidas por cráteres más antiguos han sido destruidas en gran medida por impactos de micrometeoroides.
Oxo está experimentando activamente la sublimación del hielo debido a su corta edad. Este hielo se encuentra a lo largo de la pared sur del cráter.